# UDFy-38135539
UDFy-38135539 (auch HUDF.YD3) ist die Bezeichnung für eine im Hubble Ultra Deep Field befindliche Galaxie, die im September 2009 entdeckt wurde. Seit Oktober 2010 ist ihre Rotverschiebung mit z = 8,55 bekannt, dies bedeutet, dass das Licht 13,2 Milliarden Jahre zu uns unterwegs war. Damit ist sie mit einer derzeitigen Lichtlaufdistanz von 13,2 Milliarden Lichtjahren eines der am weitesten entfernten bekannten Objekte im Universum.

## Entdeckung
Die bis dahin detaillierteste Aufnahme des Hubble Ultra Deep Fields entstand mittels der am 14. Mai 2009 am Hubble-Teleskop installierten Wide Field Camera 3. Darauf ist unter anderem auch UDFy-38135539 sichtbar. Die Entdeckung erfolgte durch die Arbeitsgruppen um R. J. Bouwens, Andrew Bunker und R. J. McLure. Matt Lehnert und sein Team lieferten einen spektroskopischen Befund. Die Messung der Distanz mittels Spektroskopie ist bei solchen Entfernungen ausgesprochen aufwendig. Das heute das Sonnensystem erreichende Licht der Galaxie UDFy-38135539 zeigt deren Zustand von vor dreizehn Milliarden Jahren. Zur damaligen Zeit, wenige hundert Millionen Jahre nach dem Urknall, waren große Teile des Raums von Wasserstoffnebeln geprägt, die das ultraviolette Licht der jungen Galaxien absorbierten. Mithilfe des zum Very Large Telescope gehörenden SINFONI-Spektrografen aber konnte die Entfernung des sehr lichtschwachen Objekts trotz der schwierigen Beobachtungsgegebenheiten bestimmt werden. Lehnert und seine Mitarbeiter führten sechzehn Stunden lang Beobachtungen und anschließend zwei Monate lang Auswertungen durch. Das schwache Leuchten von Wasserstoff bei einer Rotverschiebung von 8,6 gab den Hinweis auf die Entfernung der Galaxie und machte die Entdeckung bedeutend. Die zuvor als am weitesten entfernt identifizierten Objekte waren Gammablitze, wie etwa GRB 090423. Als am weitesten entfernte Galaxie galt zwischen 2006 und 2010 IOK-1 im Sternbild Haar der Berenike.

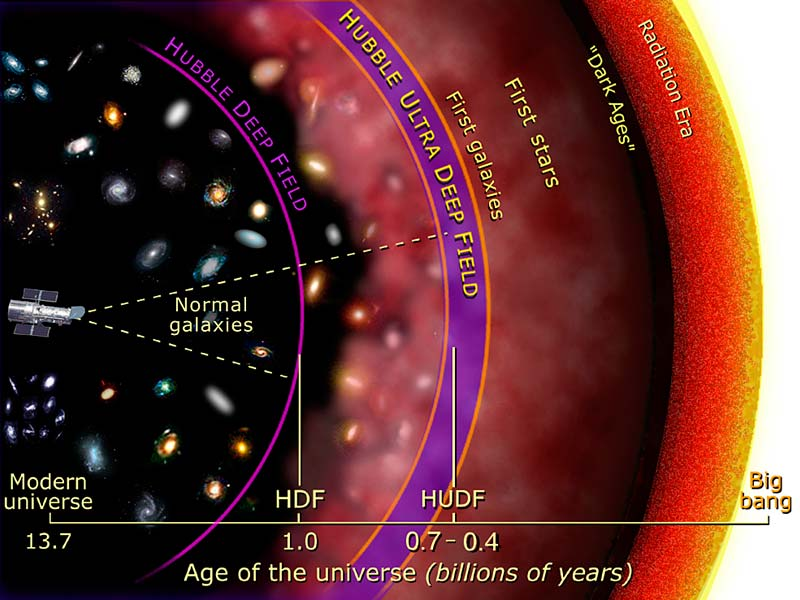
Sichtweite des Hubble-Weltraumteleskops

Wissenschaftler rechnen mit weiteren Entdeckungen ferner Galaxien, die wenige hundert Millionen Jahre nach dem Urknall entstanden. Doch gerade diese besonders alten Galaxien sind nicht so zahlreich wie jüngere Galaxien und aufgrund der geringen Helligkeit nur schwer auszumachen. Die Entdeckungen wesentlich weiter entfernter Galaxien erwartet man mit der Inbetriebnahme des James Webb Space Telescope frühestens im März 2021. Genauere Beobachtungen werden voraussichtlich ab 2025 mit dem European Extremely Large Telescope durchführbar sein.

## Beschreibung

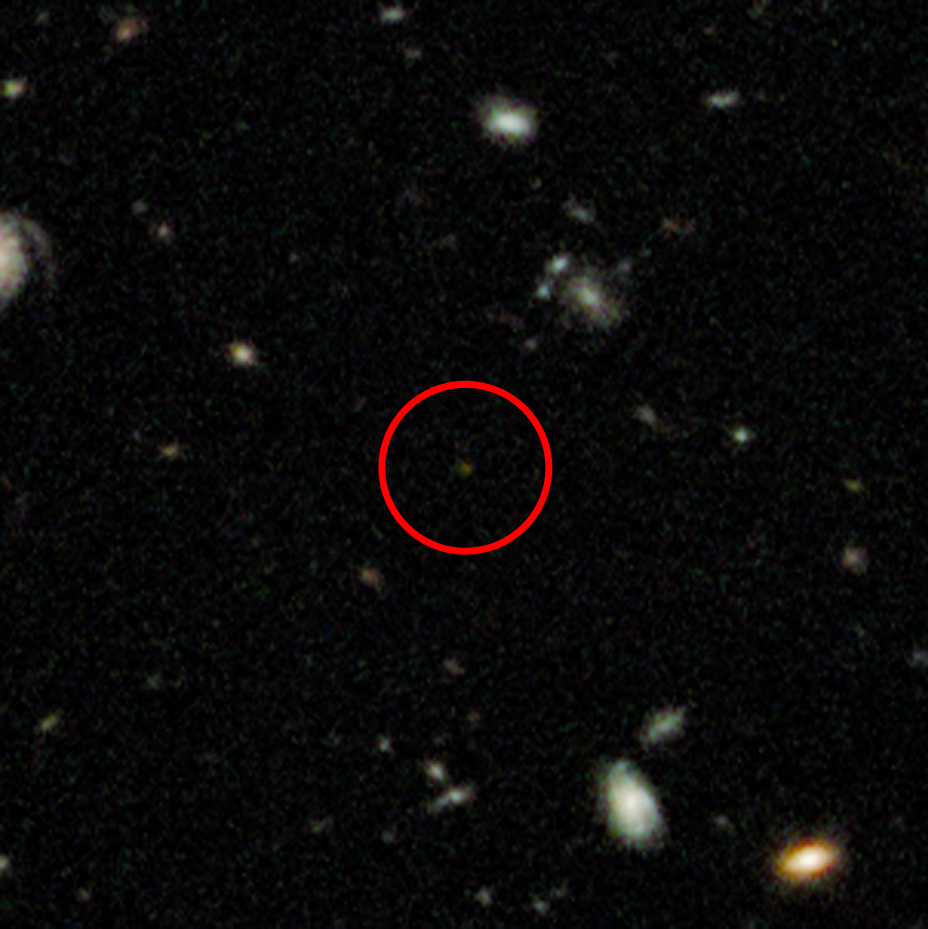
UDFy-38135539 (im roten Kreis)

Die Galaxie liegt im Sternbild Fornax und erscheint auf dem Bild des Hubble-Teleskops als winziger, leuchtschwacher Punkt. Es wird geschätzt, dass sie ungefähr eine Milliarde Sterne enthielt, deren Masse etwa einem Hundertstel der Gesamtmasse der Sterne der Milchstraße entsprach. Der Durchmesser der Galaxie betrug ein Zehntel von dem der Milchstraße. Vermutlich entstand in UDFy-38135539 jährlich eine ähnlich große Zahl Sterne wie in der Milchstraße. Doch waren diese wesentlich kleiner und wiesen geringere Massen auf. Gemessen an der geringen Größe der Galaxie entstand dort eine recht große Zahl neuer Sterne.
Für die Galaxie UDFy-38135539 wurde eine Rotverschiebung von 8,55 ermittelt. Der Gammablitz 090423 hatte eine Rotverschiebung von 8,2. Die Galaxie strahlte vor dreizehn Milliarden Jahren das Licht aus, das heute im Bereich des Sonnensystems mithilfe entsprechender Instrumente sichtbar ist. Damals lag das Alter des Universums bei nur vier Prozent seines heutigen Alters. Bei derart weit entfernten Objekten ist daher auch deren Alter bemerkenswert. Die ausgedehnten Wasserstoffnebel sind eine Besonderheit dieser Zeit, 600 Millionen Jahre nach dem Urknall, die bei näheren und jüngeren Objekten nicht zu beobachten ist. Die heute auch im Bereich der Milchstraße so nicht mehr vorhandenen Wasserstoffnebel dürften in der Umgebung von UDFy-38135539 vor allem durch benachbarte hellere Galaxien beseitigt worden sein.
Zum Zeitpunkt, als UDFy-38135539 das Licht, das heute bei uns ankommt, abstrahlte, war die Galaxie ca. 3,2 Milliarden Lichtjahre entfernt und hatte eine Rezessionsgeschwindigkeit von 3,6 c (der damals geringere Abstand wurde durch die zu der Zeit höhere Expansionsrate kompensiert). Heute, wo die Galaxie 30,3 Milliarden Lichtjahre von uns entfernt ist, beträgt ihre Rezessionsgeschwindigkeit 2,1 c. Sie gehört damit zu den Galaxien, die sich zwar schon einmal innerhalb des kosmischen Ereignishorizonts, aber schon immer außerhalb des Hubbleradius befanden und deren Rezessionsgeschwindigkeit daher relativ zu uns zu jeder Zeit höher als c war und auch immer sein wird.